# ب‌ام‌و ایکس۵ (ای۷۰)
ب‌ام‌و ایکس۵ (ای۷۰) (BMW X۵ (E۷۰)) خودرویی است که در سال‌های ۲۰۰۶–در ایالات متحده آمریکا و مکزیک تولید شده‌است. طول آن در حالت طبیعی ۴٬۸۵۴ میلیمتر (۱۹۱٫۱ اینچ) و عرض آن در حالت طبیعی ۱٬۹۳۳ میلیمتر (۷۶٫۱ اینچ) و ارتفاع آن در حالت طبیعی ۱٬۷۶۶ میلیمتر (۶۹٫۵ اینچ) است. سیستم جعبه‌دندهٔ آن ۸ دنده به صورت خودکار است.

## ب‌ام‌و ایکس۵ ام

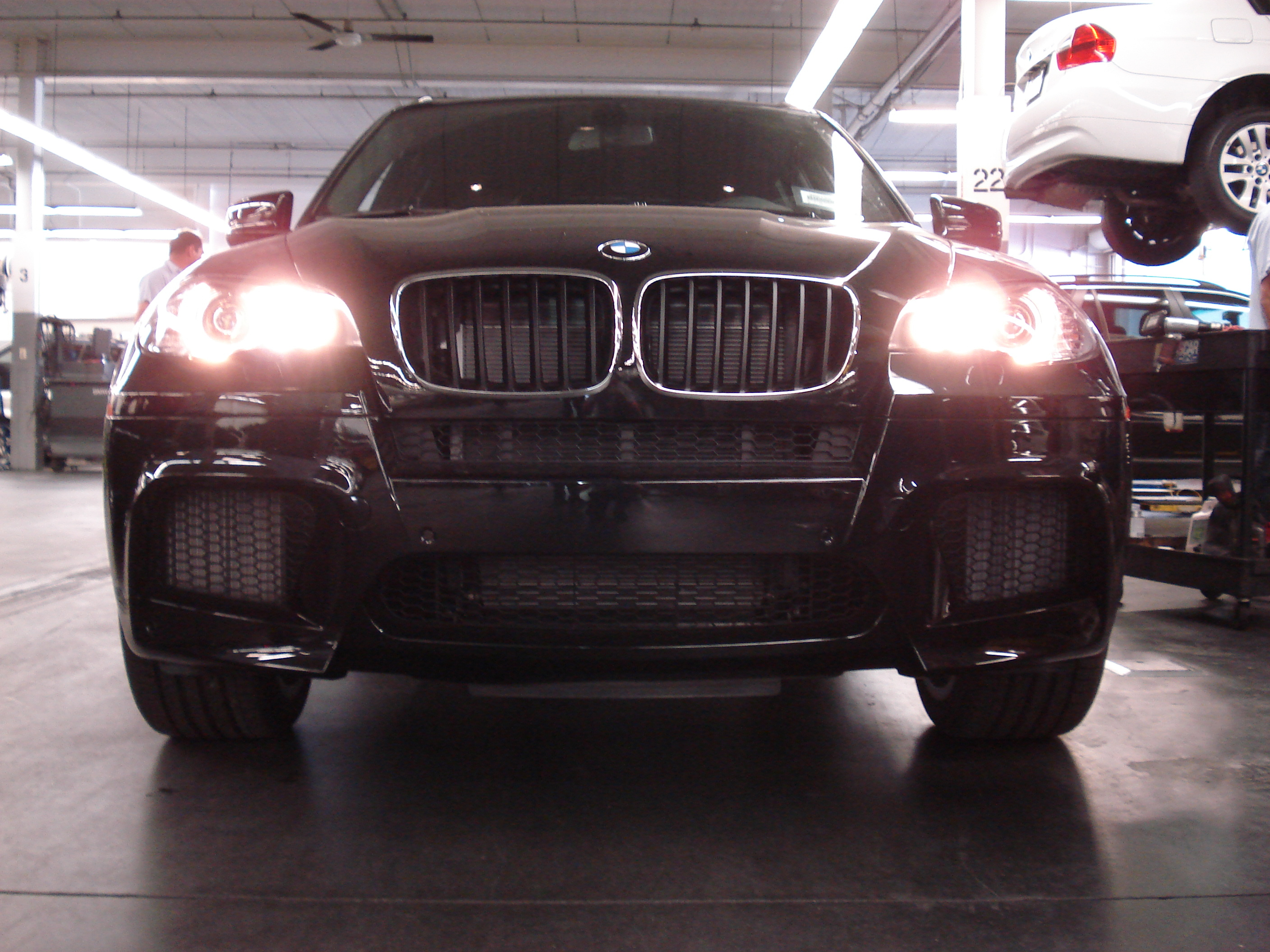

ب‌ام‌و ایکس۵ ام (BMW X۵ M) خودرویی است که از سال ۲۰۰۹ تاکنون تولید شده‌است. طراحی آن موتور جلو خودرو چهار چرخ محرک بوده‌است. سیستم جعبه‌دندهٔ آن دنده به صورت خودکار است.

## نگارخانه

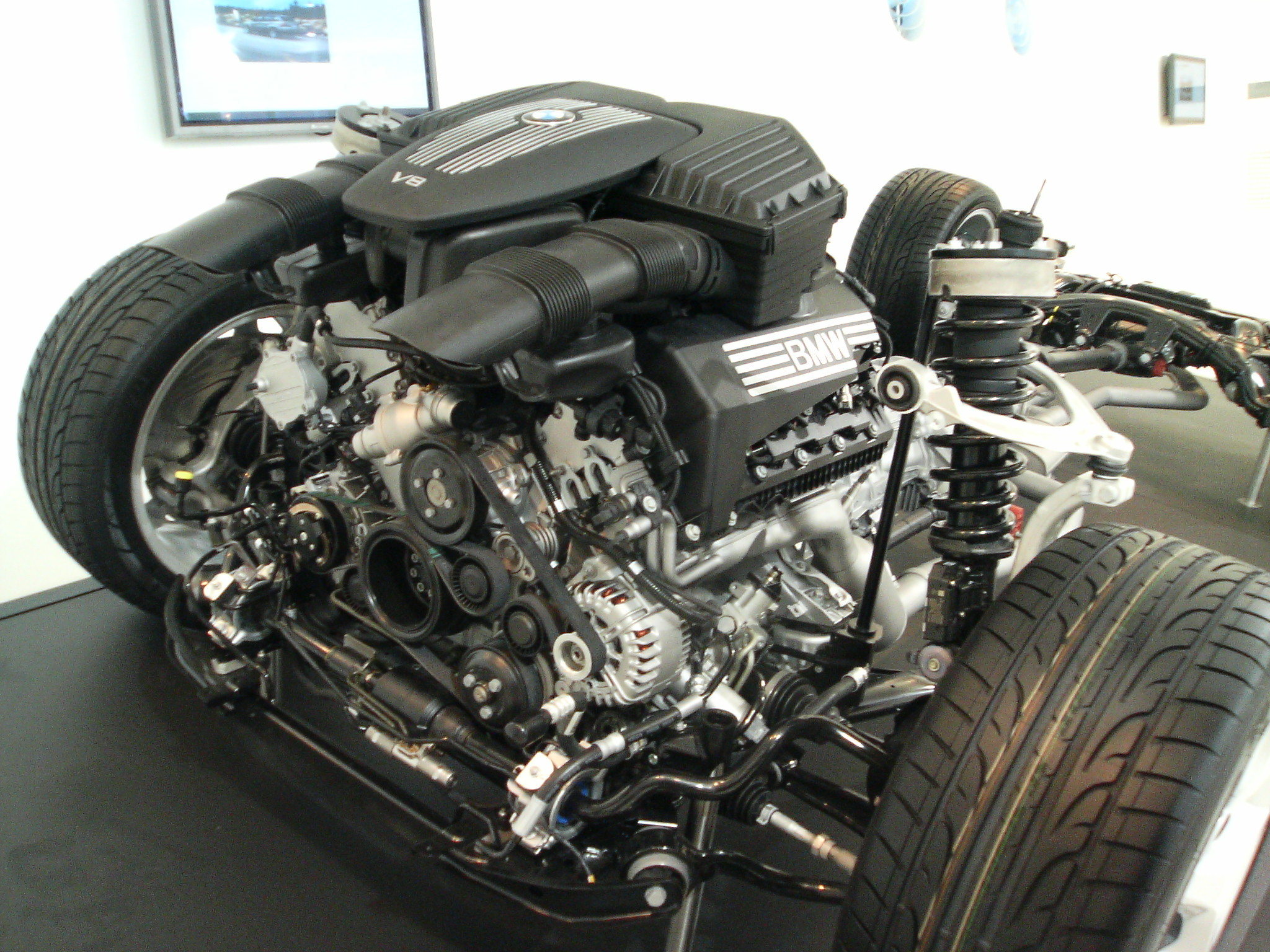
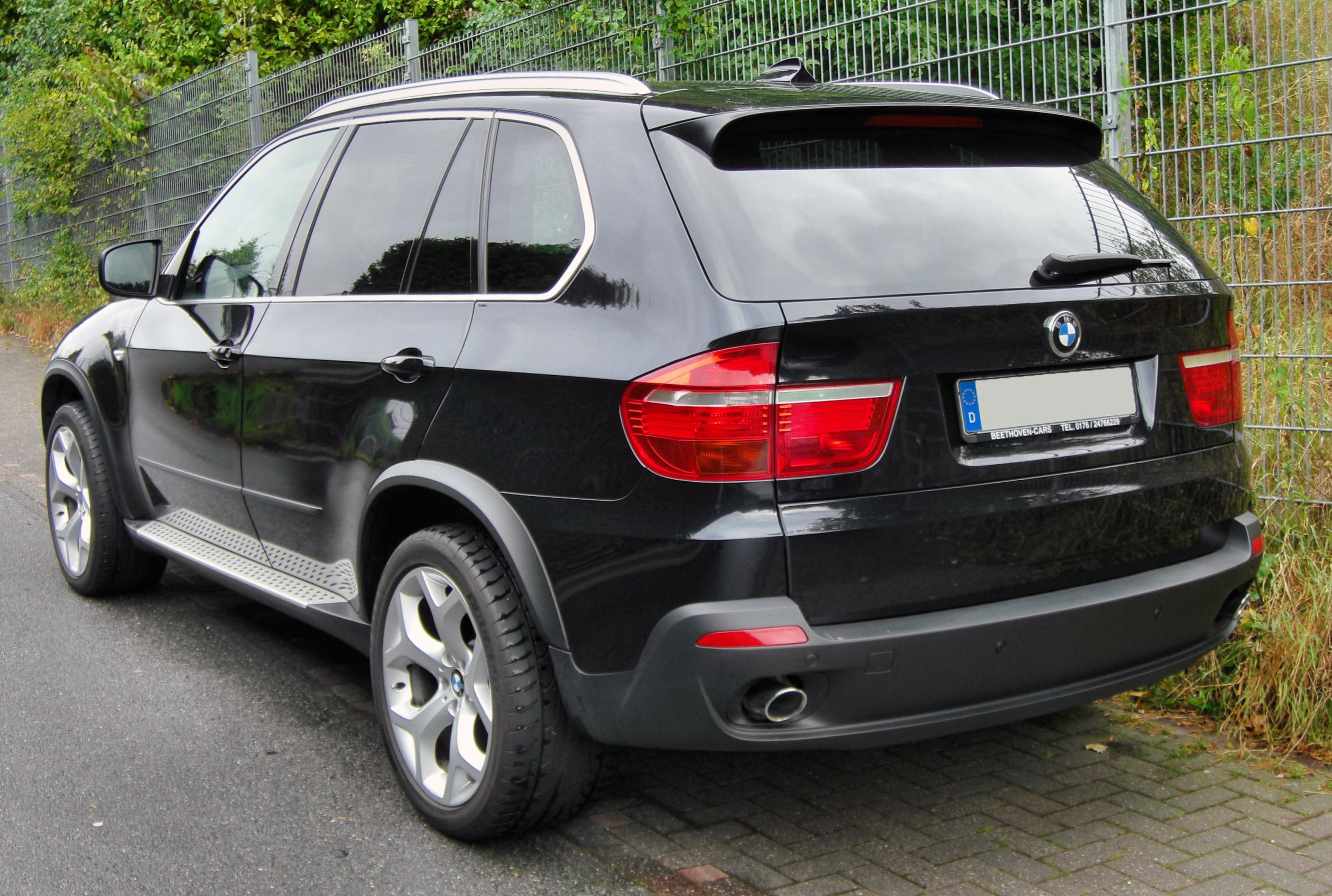
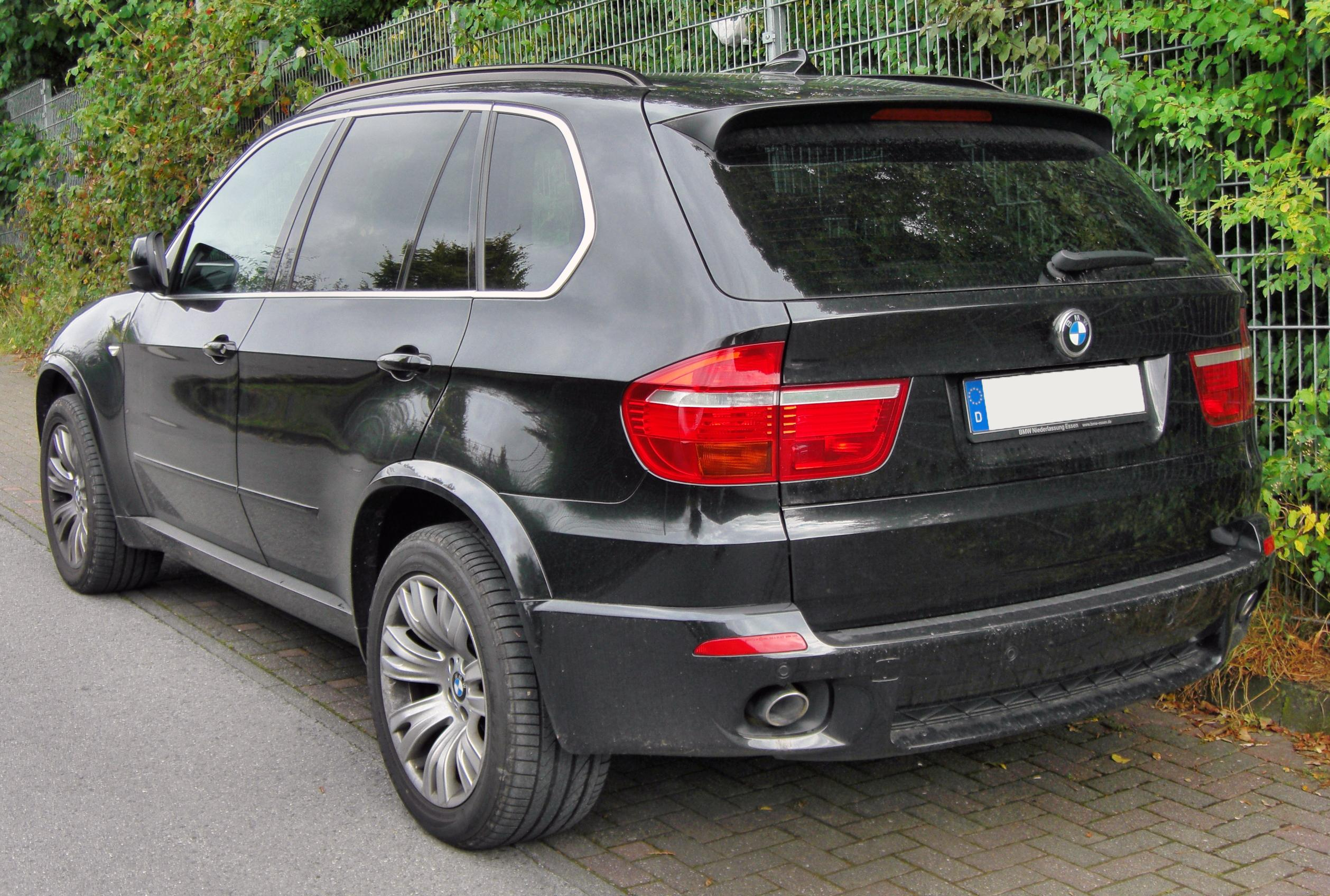
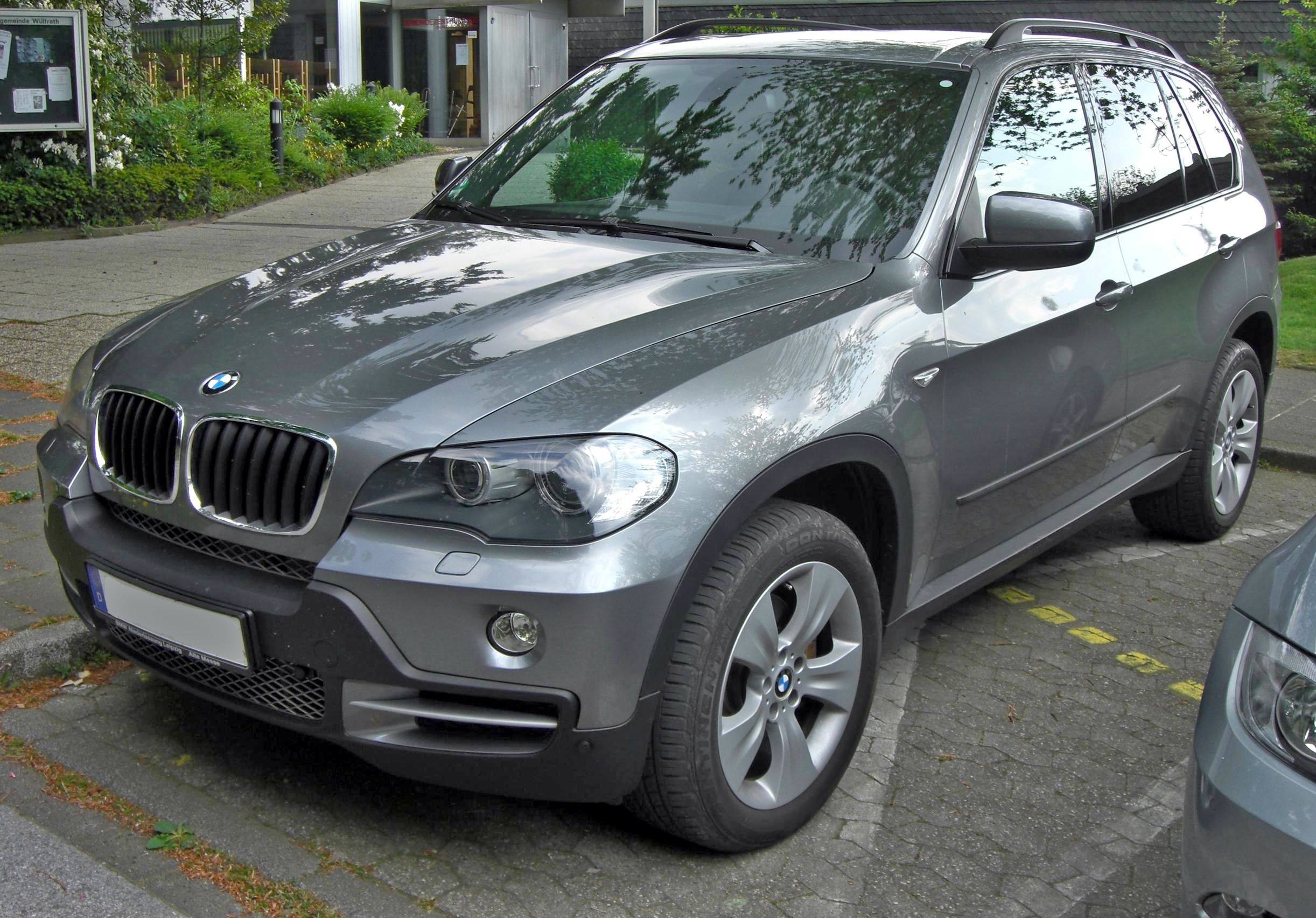